# Конга (музыкальный инструмент)
Ко́нга, тумбадора — высокий и узкий бочкообразный кубинский барабан. Бывает трёх видов: кинто (высокий), трес, или просто конга (средний), и тумба, или салидор (низкий). Изначально конги использовались в музыке конго и румбе, но затем перешли в жанры латиноамериканской музыки, такие как афро-кубинский джаз, сальса, латинский рок.
Большинство современных конг представляют собой деревянный или стекловолоконный каркас, на который натянута кожа. Чаще всего высота конги составляет около 75 см. Обычно на них играют сидя, группами от двух до четырех человек, но они могут быть установлены на стойку, что позволит играть на них стоя.